# 亞當斯克羅斯羅茲 (特拉華州)
亞當斯克羅斯羅茲（英語：Adams Crossroads）是位於美國特拉華州蘇塞克斯縣的一個非建制地區。該地的面積和人口皆未知。

## 地理
亞當斯克羅斯羅茲的座標為38°47′50″N 75°42′05″W / 38.79722°N 75.70139°W，而該地的平均海拔高度為11米（即36英尺）。